# WTA-toernooi van Detroit
Het WTA-toernooi van Detroit was een tennistoernooi voor vrouwen dat plaatsvond in de Amerikaanse staat Michigan – in 1972 was dat in de stad Birmingham en van 1973 tot en met 1983 in Detroit. De officiële naam van het toernooi was overwegend Virginia Slims of Detroit.
De WTA organiseerde het toernooi, dat werd gespeeld op overdekte tapijtbanen.
Meestal werd door 32 deelneemsters per jaar gestreden om de titel in het enkelspel (in 1980: 64 deelneemsters), en door 16 paren om de dubbelspeltitel. Aan het kwalificatietoernooi voor het enkelspel namen 32 speelsters deel, met vier plaatsen in het hoofdtoernooi te vergeven.

## Officiële namen
| 1972      | K-Mart International          |
| 1973–1978 | Virginia Slims of Detroit     |
| 1979–1982 | Avon Championships of Detroit |
| 1983      | Virginia Slims of Detroit     |

## Meervoudig winnaressen enkelspel
| speelster           | aantal titels | in de jaren |
| ------------------- | ------------- | ----------- |
| Billie Jean King    | 2             | 1974, 1980  |
| Martina Navrátilová | 2             | 1977, 1978  |

## Enkel- en dubbelspeltitel in één jaar
| speelster           | in het jaar |
| ------------------- | ----------- |
| Billie Jean King    | 1974, 1980  |
| Martina Navrátilová | 1977, 1978  |
| Wendy Turnbull      | 1979        |

## Finales

### Enkelspel
| Datum      | Naam                          | ($)     | Ondergrond     | Winnares            | Verliezend finaliste | Uitslag       | ref    |
| ---------- | ----------------------------- | ------- | -------------- | ------------------- | -------------------- | ------------- | ------ |
| 1972-02-28 | K-Mart International          | 15.000  | tapijt, binnen | Kerry Melville      | Rosie Casals         | 6-3, 6-7, 6-4 | [ 2 ]  |
| 1973-02-28 | Virginia Slims of Detroit     | 25.000  | tapijt, binnen | Margaret Court      | Kerry Melville       | 7-6, 6-3      | [ 3 ]  |
| 1974-02-20 | Virginia Slims of Detroit     | 50.000  | tapijt, binnen | Billie Jean King    | Rosie Casals         | 6-1, 6-1      | [ 4 ]  |
| 1975-02-17 | Virginia Slims of Detroit     | 75.000  | tapijt, binnen | Evonne Goolagong    | Margaret Court       | 6-3, 3-6, 6-3 | [ 5 ]  |
| 1976-02-17 | Virginia Slims of Detroit     | 75.000  | tapijt, binnen | Chris Evert         | Rosie Casals         | 6-4, 6-2      | [ 6 ]  |
| 1977-02-21 | Virginia Slims of Detroit     | 100.000 | tapijt, binnen | Martina Navrátilová | Sue Barker           | 6-4, 6-4      | [ 7 ]  |
| 1978-02-20 | Virginia Slims of Detroit     | 100.000 | tapijt, binnen | Martina Navrátilová | Dianne Fromholtz     | 6-3, 6-2      | [ 8 ]  |
| 1979-02-19 | Avon Championships of Detroit | 150.000 | tapijt, binnen | Wendy Turnbull      | Virginia Ruzici      | 7-5, 1-6, 7-6 | [ 9 ]  |
| 1980-02-18 | Avon Championships of Detroit | 200.000 | tapijt, binnen | Billie Jean King    | Evonne Goolagong     | 6-3, 6-0      | [ 10 ] |
| 1981-02-02 | Avon Championships of Detroit | 150.000 | tapijt, binnen | Leslie Allen        | Hana Mandlíková      | 6-4, 6-4      | [ 11 ] |
| 1982-02-01 | Avon Championships of Detroit | 150.000 | tapijt, binnen | Andrea Jaeger       | Mima Jaušovec        | 2-6, 6-4, 6-2 | [ 12 ] |
| 1983-10-03 | Virginia Slims of Detroit     | 150.000 | tapijt, binnen | Virginia Ruzici     | Kathy Jordan         | 4-6, 6-4, 6-2 | [ 13 ] |

### Dubbelspel
| Datum      | Naam                          | ($)     | Ondergrond     | Winnaressen                          | Verliezend finalistes         | Uitslag       |
| ---------- | ----------------------------- | ------- | -------------- | ------------------------------------ | ----------------------------- | ------------- |
| 1972-02-28 | K-Mart International          | 15.000  | tapijt, binnen | Judy Dalton Françoise Dürr           | Rosie Casals Kerry Melville   | 6-1, 6-1      |
| 1973-02-28 | Virginia Slims of Detroit     | 25.000  | tapijt, binnen | Rosie Casals Billie Jean King        | Karen Krantzcke Betty Stöve   | 6-3, 3-6, 6-1 |
| 1974-02-20 | Virginia Slims of Detroit     | 50.000  | tapijt, binnen | Rosie Casals Billie Jean King        | Françoise Dürr Betty Stöve    | 2-6, 6-4, 7-5 |
| 1975-02-17 | Virginia Slims of Detroit     | 75.000  | tapijt, binnen | Lesley Hunt Martina Navrátilová      | Françoise Dürr Betty Stöve    | 2-6, 7-5, 6-2 |
| 1976-02-17 | Virginia Slims of Detroit     | 75.000  | tapijt, binnen | Mona Guerrant Ann Kiyomura           | Chris Evert Betty Stöve       | 6-3, 6-4      |
| 1977-02-21 | Virginia Slims of Detroit     | 100.000 | tapijt, binnen | Martina Navrátilová Betty Stöve      | Janet Newberry JoAnne Russell | 6-3, 6-4      |
| 1978-02-20 | Virginia Slims of Detroit     | 100.000 | tapijt, binnen | Billie Jean King Martina Navrátilová | Kerry Reid Wendy Turnbull     | 6-3, 6-4      |
| 1979-02-19 | Avon Championships of Detroit | 150.000 | tapijt, binnen | Wendy Turnbull Betty Stöve           | Sue Barker Ann Kiyomura       | 6-4, 7-6      |
| 1980-02-18 | Avon Championships of Detroit | 200.000 | tapijt, binnen | Billie Jean King Ilana Kloss         | Kathy Jordan Anne Smith       | 3-6, 6-3, 6-2 |
| 1981-02-02 | Avon Championships of Detroit | 150.000 | tapijt, binnen | Rosie Casals Wendy Turnbull          | Hana Mandlíková Betty Stöve   | 6-4, 6-2      |
| 1982-02-01 | Avon Championships of Detroit | 150.000 | tapijt, binnen | Leslie Allen Mima Jaušovec           | Rosie Casals Wendy Turnbull   | 6-4, 6-0      |
| 1983-10-03 | Virginia Slims of Detroit     | 150.000 | tapijt, binnen | Kathy Jordan Barbara Potter          | Rosie Casals Wendy Turnbull   | 6-4, 6-1      |

ITF-toernooien (mannen en vrouwen)

ATP-toernooien (mannen) – ATP-seizoen 2025

WTA-toernooien (vrouwen) – WTA-seizoen 2025

Voormalige toernooien mannen
Voormalige toernooien vrouwen
Voormalige amateurtoernooien